# قيمة فردية

القيمة الفردية (singular value أو s number) التابع لدالة تحويل ما أو لعملية ما، هو مفهوم رياضياتي يستعمل في تحليل الدلالات ولها تطبيقات في مجال نظرية النظم.

## مقاربة نظرية النظم
في نظرية النظم عند دراسة دالة تحويل أنظمة ذات عدة مداخل وعدة مخارج لا يمكننا إجراء الدراسة على عناصر مصفوفة التحويل لأن ذلك يعقد المبرهنات وطرق بناء المتحكمات والأنظمة لأننا يجب أن ندرس كل دالة التحويل في كل عنصر من عناصر مصفوفة التحويل ثم تأثير العناصر على بعضها. ففي حال مثلا أخذنا مصفوفة من البعد 3x3 (نظام من هذا الحجم يعتبر صغيرا) فإنه لدينا 9 عناصر في مصفوفة التحويل يجب دراستها. الآن إذا أردنا استعمال طرائق صورية لدراسة الاستقرار كطريقة نايكويست مثلا فإن ذلك يصير معقدا (لدينا 9 صور لكل عنصر أي دالة تحويل صورة). هنا يمكن الاستعانة بالقيمة الفردية العليا للمصفوفة. القيمة الفردية في هذه الحالة تكون عبارة عن القيمة المطلقة المشتقة الثانية حيث أنه إذا إعتبرنا النظام A والمدخل x فإن المخرج يكون Ax والقيمة المطلقة المشتقة الثانية للنظام A تكون كالآتي:

{\displaystyle {}_{x,x\neq 0}^{sup}{\frac {\left\|Ax\right\|_{2}}{\left\|x\right\|_{2}}}={\sqrt {\lambda _{max}(AA^{T})}}}

حيث {\displaystyle \left\|.\right\|_{2}} هي القيمة المطلقة الإقليدية
القيمة الفردية العليا للنظام الذي يمكن فهمها على أنها أكبر تقوية للنظام في إتجاه معين (أطول شعاع) ويرمز لها عادة ب {\displaystyle {\overline {\sigma }}} كما يجدر الإشارة إلى أن كل تقويات النظام هي عبارة عن تمازج بين القيمة الدنيا والقيمة الفردية العليا

## مقاربة رياضية
رياضيا إذا كان لدينا عملية T أو تحويل يعمل على فضاء هيلبرت فإن القيمة الفردية التابعة له هي القيمة الذاتية ل {\displaystyle {\sqrt {TT^{T}}}} حيث {\displaystyle T^{T}} هي عملية transposition عقدية